# Донеччина

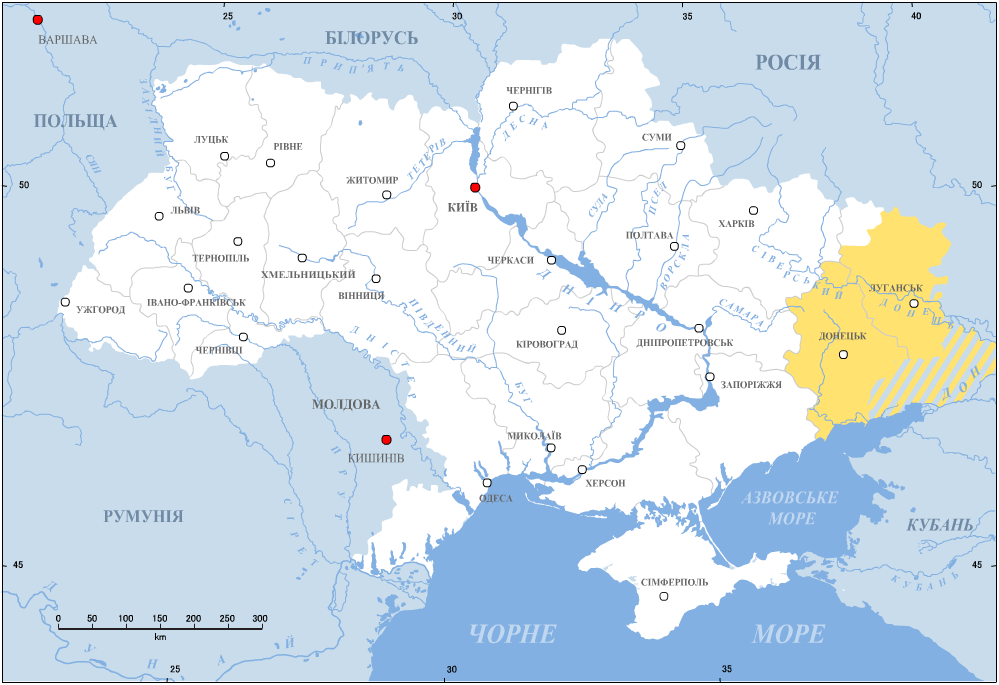
Донеччина

Донеччина, також Донецький край  — історико-географічний край України, що охоплює басейн річки Сіверський Донець і отримав від неї назву. У межах України Донеччина охоплює більшу частину Донецької області без Приазов'я та більшу частину Луганської області без її північної частини, яка належить до Східної Слобожанщини. Проте чітких меж Донеччини немає.
Східна частина Харківської області (у тому числі місто Харків) одночасно належить до історичного краю Слобідська Україна, та географічного — Донеччина[перевірити]. Саме у окрузі сучасного Харкова на горішньому Дінці існували центри давньої Донеччини з часів неоліту (дніпро-донецька культура), алансько-хозарського панування (місто Шарукань) до руського літописного міста Донець, що існувало у межах сучасного Харкова.
На території Донеччини частково розташований промисловий регіон — Донбас, назва якого походить від Донецького вугільного басейну.
Попри те, що освоювання просторів Донецького краю слов'янами почалося значно пізніше за Придніпров'я та Галичини, завдяки потужному економічному розвитку упродовж останнього століття, цей край значно випереджає будь-який регіон України за густотою населення, що складає, наприклад, по Донецькій області 178 осіб на км², а загальнодержавний показник дорівнює лише — 79 осіб на км².

## Історія

### Ранні часи
Перші поселення на теренах Донецького краю (у східній частині Приазовської височини) відомі з раннього палеоліту, а численні залишки помешкань пізнього палеоліту, розкопаних археологами, досить рясно вкривають береги долин Сіверського Дінця і його приток.
За припущенням Юрія Кирпичова, на цих землях з доби пізньої бронзи діяли мідні рудники та великий металургійний центр. За його словами, наявність на цих землях металургійного центру пояснює походження до чверті об'єму міді в ужитку стародавнього світу, який за оцінками істориків не міг бути видобутий з відомих античних копалень. За Кирпичовим, ця мідь 4000 років тому видобувалася з копалень Донеччини. У кар'єрах неподалік Бахмута, у Бахмутській улоговині, на невеликій глибині залягали мідисті пісковики, а під сучасною Микитівкою здавна видобували кіновар. У сучасній Луганській області є родовища поліметалів, що сумарно дає ідеальні умови для металургії бронзи. Паливо для плавлення брали з пластів вугілля, яке виходило прямо на поверхню. На місці вироблялися різні інструменти й зброю (бронзові сокири-кельти та кинджали, мечі, ножі, серпи й шила), якими торгували через річкове сполучення. За тезою Кирпичова, цим займалися металурги-кіннотники з Аркаїму (Південного Уралу), які згодом передали мистецтво плавки племенам зрубної культури сходу України. Торгували вони з Мікенською цивілізацією, що свідчить із знайдених у 1970-х роках залишків колісниць на Запоріжжі, а згодом на Воронежчині, і на Уралі.
Наприкінці 9 ст. на ці землі прийшли кочові племена скотарів печенігів, на початку 11 ст. — торків, а в середині 11 ст. — половців, від перебування яких у безкраїх степах залишилося десятки тисяч кам'яних ідолів.
У 1220-41 рр. зі сходу відбулося масоване і руйнівне монгольське вторгнення. Воно на століття обумовило знелюднення і занепад у розвитку Донецького краю, залучивши його у межі так званого Дикого Поля, контрольованого Золотою Ордою. З середини 15 ст. значна частина земель входила до Кримського ханства, яке згодом підпало під владу Османської імперії.

### Козацька колонізація

Ізюмський полк

Активне заселення краю почалося у зв'язку з визвольною війною українського народу (1648-54), від жахів якої втікали селяни з Правобережної України.
З часом більшу частину Донеччини займають Кальміуська та Єланецька паланки Війська Запорозького Низового, а північна частина Донеччини, район міста Бахмут, входить до складу Ізюмського полку Слобідської України.
У результаті Російсько-турецьких воєн 17 — 18 століть ці землі були повністю включені до складу Російської імперії.
З ліквідацією царатом козацького устрою в Україні землі Донеччини розділяються між Новоросійською губернією (згодом перейменована в Катеринославську), Слобідсько-Українською губернією (згодом перейменована в Харківську) та Областю Війська Донського, лишаючись при цьому заселеними переважно українцями.

### Утворення промислового регіону

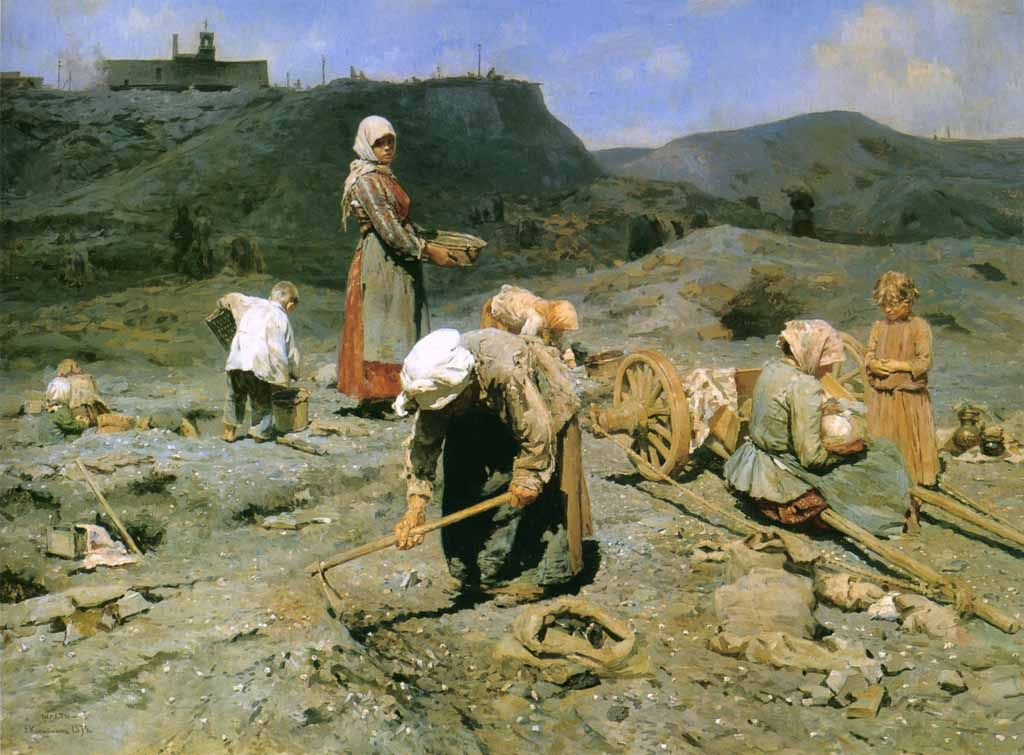
Бідняки збирають вугілля

У другій половині 19 століття — на початку 20 століття Донецький край завдяки вільному допуску західноєвропейського капіталу (англійського, французького, бельгійського та німецького) і будівництва мережі залізниць поступово перетворюється у центр гірничодобувної, металургійної, машинобудівної та ін. промисловості на півдні Росії.

### УНР
Згідно з адміністративно-територіальним устроєм УНР більша частина Донецького краю мала належати до Половецької землі з центром у місті Бахмут, а північна частина до землі Донеччина з центром у місті Слов'янськ.

### Радянська влада

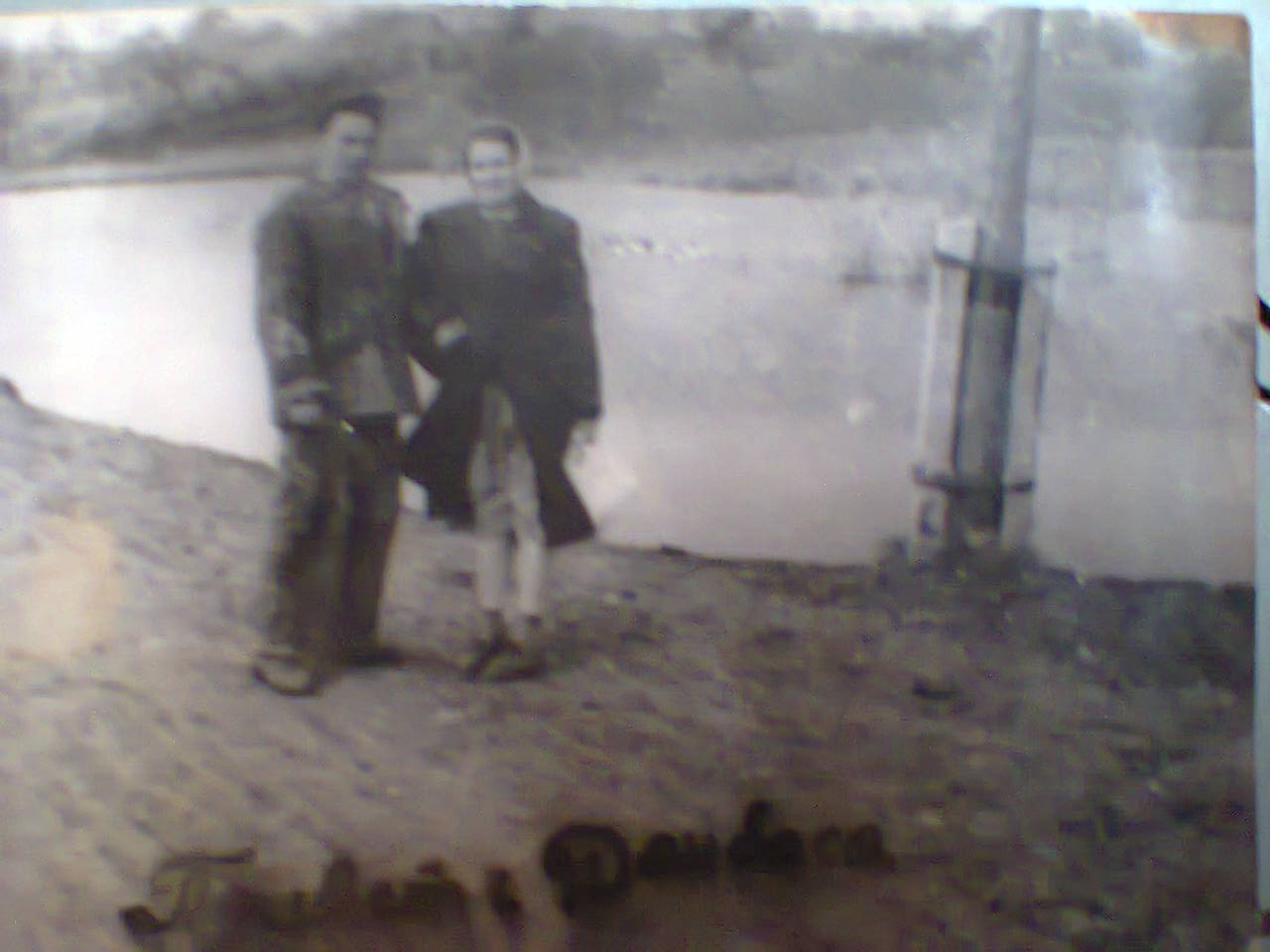
Фото вихідців з Наддніпрянщини які приїхали в Донбас, з написом «Привіт з Донбасу». 1948 рік.

За радянських часів на Донеччині, що продовжувала інтенсивно економічно розвиватися, була створена Донецька область, яку в 1938 поділили на дві — Сталінську та Ворошиловоградську, що існують донині, але називаються не на честь лідерів СРСР.

### Діяльність ОУН
Діяльність ОУН на Донеччин велася в 1940-х і 1950-х роках. У роки Другої світової війни тут була розгорнута широка мережа ОУН (б) на чолі з Євгеном Стахівим, активно діяли кілька представників ОУН (м). Організовані ними підпільні групи піддалися репресіям спочатку з боку німецької адміністрації, а потім і з боку радянських окупантів, і були повністю ліквідовані наприкінці 1940-х років.
За оцінкою американського політолога Джона Армстронга, в цей період оунівці не мали широкої підтримки на Донбасі через відсутність конструктивної програми, пристосованої до потреб мешканців сходу України, а також через наполегливість у спробах усунення неукраїнських елементів суспільства, хоча були зроблені кроки щодо зміни програми з метою задоволення запитів східних українців.
На початку 1950-х років ОУН (б) повторила спробу розгортання мережі підпільних організацій. Вона досягла деяких результатів у просуванні ідей українського патріотизму та націоналізму, проте через ефективну протидію з боку органів російсько-радянських окупантів загалом успіхи були скромнішими, ніж у 1940-х роках. До 1958 року всі підпільні групи були виявлені та ліквідовані каральними загонами.

### Незалежна Україна

Графіті з написом «Донбас — це ми» в Донецьку — найбільшому місті Донеччини (2005 рік)

## Культура
На тлі багатьох регіонів України, Донеччина не може похвалитися великою кількістю архітектурних або культових пам'яток та їх поважним віком. Найвидатнішою культовою спорудою Донецького краю є надзвичайно ефектні, розташовані на крейдяних скелях над Сіверським Дінцем, будівлі Святогірського Успенського монастиря (перші згадки про який датуються 1624 р.), нещодавно освяченого як третя в Україні (після Києво-Печерської та Почаївської) православна лавра. У Донецькому краї збереглося декілька храмів кінця 18 — початку 19 ст., адміністративні та громадські споруди часів Російської імперії та багато пам'яток радянської епохи, серед яких видатні меморіальні комплекси часів Німецько-радянської війни («Міус-фронт», «Савур-Могила» та ін.), десятки різноманітних музеїв і монументів.

## Заповідники
На теренах Донецького краю створено 2 природні заповідники, філії (або ділянки) яких розкидано по різних районах Донецької та Луганської областей. Найстарішою ділянкою заповіданою ще в 1931 р. був «Стрільцівський степ» (Міловський район) — невеличкий шматочок (нинішня площа 5,22 км²) колись широких Старобільських степів на відрогах Середньоросійської височини, де опікуються збереженням найбільшої в Україні колонії бабака степового. Зараз це одна з трьох ділянок Луганського природного заповідника, створеного в 1968 р. Інші його філії — Станично-Луганська (або Придінцівська заплава), розташована в однойменному районі на площі 4,98 км² і опікується збереженням заплавних екосистем лівобережної частини Сіверського Дінця та Провальський степ, утворений в Довжанському районі в 1975 р. на площі 5,87 км² у найбільш підвищеній частині Донецького кряжу.
Український степовий природний заповідник, заснований в 1961 р., більшість ділянок якого розташовані у Донецькій області на значному віддаленні одна від одної репрезентує різноманітні степові ділянки. Це і Хомутовський степ (Новоазовський район, площа 10,3 км²) — країна ковили, єдине місце в Україні де можна зустріти 12 її видів, і Кам'яні Могили (Нікольський район, площа 4,56 км²) — кам'янистий варіант сухих різнотравно-типчаково-ковилових степів і Крейдяна флора (заснована в 1988 р. в Лиманському районі на площі 11,34 км²) — де охороняються рослини, що ростуть на крейдяних породах.
На Донеччині в 1997 р. створений, напевно, один з наймальовничіших національних природних парків рівнинної України — «Святі Гори». Своєрідний ландшафтний комплекс парку (загальна площа — 405,89 км²) включає крейдяні останці, балки та яри корінного правого берегу головної водної артерії Донецького краю — Сіверського Дінця і її майже трикілометрову заплаву та борову терасу на протилежному березі річки.

### Першоджерела
- Феодосій Макаревський Матеріали для історико-статистичного опису Катеринославської єпархії. — Катеринослав, 1880. — ч. 2. — с. 38-39.